# Yssac-la-Tourette
Yssac-la-Tourette är en kommun i departementet Puy-de-Dôme i regionen Auvergne-Rhône-Alpes i centrala Frankrike. Kommunen ligger i kantonen Combronde som tillhör arrondissementet Riom. År 2022 hade Yssac-la-Tourette 396 invånare.

## Befolkningsutveckling
Antalet invånare i kommunen Yssac-la-Tourette
| Referens: INSEE |